# 罗康库尔 (瓦兹省)
罗康库尔（法語：Rocquencourt，法語發音：[ʁɔkɑ̃kuʁ] ⓘ）是法国瓦兹省的一个市镇，属于克莱蒙区。

## 地理
罗康库尔（49°38'59"N, 2°25'3"E）面积9.81 平方千米，位于法国上法蘭西大區瓦兹省，该省份为法国北部内陆省份，北起索姆省，西接厄尔省和滨海塞纳省，南至塞纳-马恩省和瓦兹河谷省，东临埃纳省。
与罗康库尔接壤的市镇（或旧市镇、城区）包括：勒梅尼勒圣菲尔曼、鲁夫鲁瓦莱梅尔勒、塞雷维莱尔、塔尔蒂尼、库勒梅勒、基里勒塞克、维莱图尔内勒。

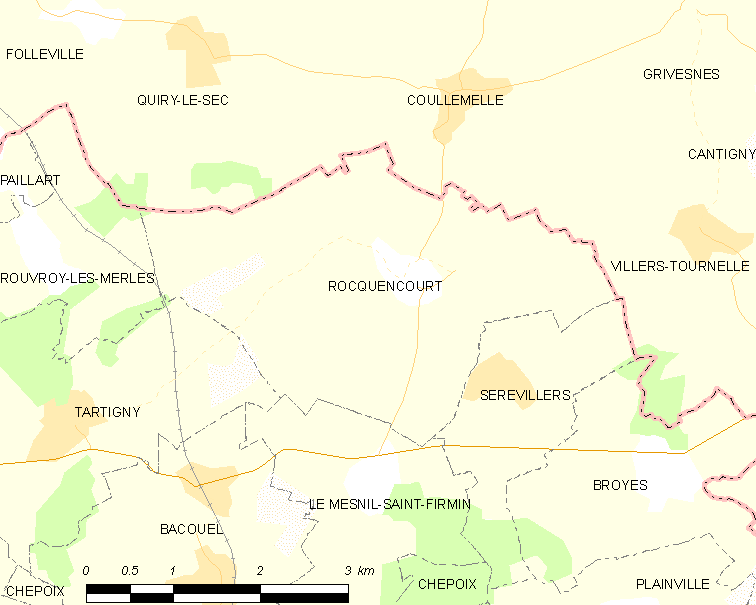
的OSM定位图

罗康库尔的时区为UTC+01:00、UTC+02:00（夏令时）。

## 行政
罗康库尔的邮政编码为60120，INSEE市镇编码为60544。

## 政治
罗康库尔所属的省级选区为圣瑞斯特昂绍塞县。

## 人口

1962-2008年间人口变化图示

罗康库尔于2022年1月1日时的人口数量为188人。